# LPGA Tour 1990
Navigation
Édition précédente Édition suivante
Le LPGA Tour 1990 est la quarantième-et-unième édition du Ladies Professional Golf Association Tour (LPGA), circuit professionnel féminin de golf, qui se déroule du 19 janvier 1990 au 4 novembre 1990. Axée sur les États-Unis, la LPGA a entrepris la tenue de tournois hors du continent américain ces dernières saisons, ainsi cette saison voit des tournois programmés en Jamaïque, au Canada, en France (pour la première fois) et au Japon. Cette quarantième-et-unième édition de ce circuit permet de proposer un certain nombre de tournois professionnels destinés aux femmes en dehors des compétitions amateurs. La volonté de la professionnalisation des golfeuses leur permet désormais de gagner de l'argent en jouant au golf.
Cette saison comporte trente-quatre tournois, soit un de plus qu'en 1989, auxquels sont insérées des dotations financières en fonction du résultat de la golfeuse. Quatre de ces tournois sont considérés comme « tournoi majeur » - le Nabisco Dinah Shore, le Classique du Maurier, l'Open américain et le Championnat de la LPGA - et sont considérés comme les plus prestigieux et difficiles à remporter.
L'Américaine Beth Daniel est désignée « Joueuse de l'année de la LPGA » (« Player of the Year ») pour la seconde fois de sa carrière après 1980 et remporte le classement des gains avec des gains records de 863 578 $ en remportant sept victoires dont deux tournois majeurs : le Nabisco Dinah Shore et l'Open américain. Les deux autres tournois majeurs sont remportés par Cathy Johnston (Classique du Maurier) et Beth Daniel (Championnat de la LPGA). Enfin, le « Trophée Vare » récompensant la golfeuse ayant la moyenne de score la plus basse de la saison est également remporté par Beth Daniel pour la troisième fois de sa carrière après 1980 et 1981.

## Histoire
Pour l'organisation de cette quarantième-et-unième édition, la majorité des tournois se disputent aux États-Unis mais quatre tournois sont programmés hors des États-Unis. Comme la saison précédente, la LPGA décide d'organiser des tournois hors des frontières des États-Unis avec la tenue de tournois programmés en Jamaïque, au Canada, en France (pour la première fois) et au Japon. La majorité des joueuses sont des golfeuses principalement américaines professionnelles et amateures mais la LPGA intègre quelques années des golfeuses étrangères. Le calendrier fait débuter la saison par le Classique de la Jamaïque remporté par Patty Sheehan. Au cours de cette saison, bien que la majorité des tournois ont été remportés par des golfeuses américaines professionnelles, de nombreuses golfeuses non-américaines remportent des tournois : l'Australienne Jane Crafter, la Japonaise Ayako Okamoto et la Canadienne Tina Purtzer.
L'Américaine Beth Daniel est désignée « Joueuse de l'année de la LPGA » (« Player of the Year ») pour la seconde fois de sa carrière après 1980 et remporte le classement des gains avec des gains records de 863 578 $ en remportant sept victoires dont deux tournois majeurs : le Nabisco Dinah Shore et l'Open américain. Les deux autres tournois majeurs sont remportés par Cathy Johnston (Classique du Maurier) et Beth Daniel (Championnat de la LPGA).

## Participantes à la saison LPGA 1990
Les participantes ont deux statuts. Certaines sont devenues professionnelles mais de nombreuses amateures prennent également part aux tournois sans toutefois pouvoir recevoir le montant des gains en raison de leur statut.
| Participantes    | Participantes     | Participantes        | Participantes    | Participantes      |
| Professionnelles | Professionnelles  | Professionnelles     | Professionnelles | Professionnelles   |
| ---------------- | ----------------- | -------------------- | ---------------- | ------------------ |
| Kristi Albers    | Amy Alcott        | Danielle Ammaccapane | Jody Anschutz    | Amy Benz           |
| Missie Berteotti | Pat Bradley       | JoAnne Carner        | Lynn Connelly    | Jane Crafter       |
| Dawn Coe         | Elaine Crosby     | Beth Daniel          | Laura Davies     | Heather Drew       |
| Dale Eggeling    | Sue Ertl          | Cindy Figg-Currier   | Shirley Furlong  | Jane Geddes        |
| Cathy Gerring    | Tammie Green      | Penny Hammel         | Gina Hull        | Christa Johnson    |
| Cathy Johnston   | Rosie Jones       | Caroline Keggi       | Betsy King       | Nancy Lopez        |
| Meg Mallon       | Debbie Massey     | Dottie Mochrie       | Kris Monaghan    | Barb Mucha         |
| Mary Murphy      | Liselotte Neumann | Ayako Okamoto        | Anne-Marie Palli | Dottie Pepper      |
| Kathy Postlewait | Tina Purtzer      | Cindy Rarick         | Deb Richard      | Lenore Rittenhouse |
| Patti Rizzo      | Kate Rogerson     | Susan Sanders        | Patty Sheehan    | Val Skinner        |
| Hollis Stacy     | Sherri Turner     | Colleen Walker       | Maggie Will      | Pamela Wright      |

## Classements saison 1990

### Tableau des gains («Money list»)
Le tableau ci-dessous est le classement des golfeuses par gains obtenus sur cette saison 1990. Le classement par gains est remporté par Beth Daniel avec 863 578 $ remportés.
| Cla. | Golfeuses            | Gains     | Victoires |
| ---- | -------------------- | --------- | --------- |
| 1    | Beth Daniel          | 863 578 $ |           |
| 2    | Patty Sheehan        | 732 618 $ |           |
| 3    | Betsy King           | 543 644 $ |           |
| 4    | Cathy Gerring        | 487 326 $ |           |
| 5    | Pat Bradley          | 480 018 $ |           |
| 6    | Rosie Jones          | 253 832 $ |           |
| 7    | Ayako Okamoto        | 302 885 $ |           |
| 8    | Nancy Lopez          | 301 282 $ |           |
| 9    | Danielle Ammaccapane | 300 231 $ |           |
| 10   | Cindy Rarick         | 259 163 $ |           |
| 11   | Dawn Coe             | 240 478 $ |           |
| 12   | Dottie Mochrie       | 231 410 $ |           |

### Trophée Vare («Vare Trophy»)
Le tableau ci-dessous est le classement des golfeuses par scores les plus bas sur cette saison 1990.
| Cla. | Golfeuses   | Moyenne |
| ---- | ----------- | ------- |
| 1    | Beth Daniel | 70,54   |